# Hopewells ceremoniella jordarbeten
Hopewells ceremoniella jordarbeten (engelska: Hopewell Ceremonial Earthworks) är sedan 2023 ett av USA:s världsarv, efter att ha varit inskrivet som tentativ världsarv sedan 2008. Världsarvet består av ett antal fornminnen relaterade till Hopewellkulturen i delstaten Ohio:
- Fort Ancient State Memorial
- Hopewell Culture National Historical Park (omfattar 5 fornminnen)
  - Mound City Group
  - Hopewell Mound Group
  - Seip Earthworks
  - High Bank Earthworks
  - Hopeton Earthworks
- Newark Earthworks State Memorial (omfattar 3 fornminnen)
  - Octagon Earthworks
  - Great Circle Earthworks
  - Wright Earthworks